# ...Famous Last Words...
...Famous Last Words... es el séptimo álbum de estudio del grupo británico Supertramp, publicado por la compañía discográfica A&M Records en octubre de 1982. Fue el último trabajo del grupo grabado con Roger Hodgson, quien abandonó la banda un año después para emprender una carrera en solitario.
Tras su publicación, ...Famous Last Words... alcanzó el puesto cinco en la lista estadounidense Billboard 200 y fue certificado disco de oro al vender más de 500 000 copias en el país. En el Reino Unido, llegó al puesto seis y fue certificado como disco de oro al superar las 100 000 copias vendidas.

## Grabación
Aunque Rick Davies y Roger Hodgson habían estado componiendo canciones por separado durante mucho tiempo, siempre concibieron la temática y la dirección de los álbumes juntos. ...Famous Last Words... se convirtió en la excepción a esta regla, ya que al vivir en diferentes partes de California en los meses previos a la grabación, concibieron su propia visión del álbum. Al respecto, Hodgson quería hacer otro álbum pop en la línea de Breakfast in America, el mayor éxito comercial del grupo, mientras que Davies había previsto un disco más cercano al rock progresivo con la canción «Brother Where You Bound», de diez minutos de duración, como pieza central.
Según el batería Bob Siebenberg: «Al final, los dos cambiaron sus formatos y la imagen de cómo pensaban que debería ser el álbum. Se convirtió en una versión diluída de lo que comenzó a ser. Fue realmente ni lo uno ni lo otro». En particular, la banda decidió dejar de lado «Brother Where You Bound», ya que era demasiado «pesada» para encajarla junto a las composiciones pop de Hodgson. Supertramp usó «Brother Where You Bound para su siguiente disco, en el cual pasó de diez a dieciséis minutos al añadirle nuevas secciones.
Como de costumbre, las canciones fueron acreditadas como escritas por Davies y Hodgson. Sin embargo, el diseño del álbum incluyó las letras de las canciones en diferentes colores según quién fuese su autor. El principal vocalista de cada canción fue también su compositor: «It's Raining Again», «Know Who You Are», «C'est le Bon» y «Don't Leave Me Now» fueron escritas por Hodgson, mientras que «Put On Your Old Brown Shoes», «Bonnie», «My Kind of Lady» y «Waiting So Long» fueron compuestas por Davies.
...Famous Last Words... fue principalmente grabado y mezclado en Unicorn Studios, el hogar de Hodgson en Nevada City (California), ya que no quería abandonar a su mujer, a Heidi, su hija de dos años de edad, Heidi, y a su hijo Andrew. Davies terminó grabando sus partes vocales en su estudio personal, The Backyard Studios, en Encino (California). Otras sobregrabaciones fueron realizadas en los Bill Schnee Recording Studios de Los Ángeles.
En retrospectiva, Hodgson comento que se arrepentía de la grabación del álbum, el cual definió como «un último intento de hacer que las cosas sucediesen» después de que la vida del grupo se hubiese estumado.
En el momento de su lanzamiento, muchas personas interpretaron el título y el diseño de la portada como insinuaciones de una posible separación del grupo. De hecho, aún no existía una amenaza de ruptura en aquel momento de la historia de Supertramp. Para disipar el rumor, John Helliwell explicó el significado real del título: «Queríamos una frase que tuviese cierta relación con lo que estábamos haciendo, pero que fuera enigmática al mismo tiempo. Siempre nos gustaron títulos enigmáticos como Crime of the Century... Este último disco pensábamos que iba a ser realmente rápido. Pensamos que íbamos a ensayar y grabarlo muy rápido y terminamos tomando más tiempo que en cualquier otro, así que tuvimos que comernos nuestras propias palabras de nuevo. Durante los últimos tres o cuatro discos, habíamos estado diciendo: "Vamos a estar bien preparados". Así que el título surgió de eso también. No puedo recordar quién lo pensó primero. El diseño gráfico surgió directamente a partir del título».

## Recepción
Allmusic encontró el álbum excesivamente adaptado hacia el éxito comercial, alegando que el grupo en general y Roger Hodgson en particular estaban demasiado obsesionados en producir más éxitos, y como resultado, «poesía inclinada al romanticismo y las canciones de amor reemplazan el entusiasmo lírico que Supertramp había producido en el pasado, y la competencia instrumental que alguna vez habían dominado ha desaparecido».
A nivel comercial, ...Famous Last Words... obtuvo un éxito inferior a Breakfast in America. Alcanzó el puesto cinco en la lista estadounidense Billboard 200 y fue certificado disco de oro al vender más de 500 000 copias en el país. En el Reino Unido, llegó al puesto seis y fue certificado como disco de oro al superar las 100 000 copias vendidas. En la mayoría de los países europeos fue un top 10 en la lista de los discos más vendidos, y llegó al primer puesto en países como Alemania Occidental, Canadá, Francia, Países Bajos y Suiza.
El álbum fue acompañado del lanzamiento de varios sencillos: el primero, «It's Raining Again», llegó al puesto once en la lista estadounidense Billboard Hot 100 y fue el último éxito del grupo en su país natal, donde alcanzó la posición 26. «It's Raining Again» fue también top 10 en las listas de sencillos de Alemania, Canadá, Austria y Países Bajos, convirtiéndose en el último gran éxito del grupo, frente a sencillos como «Don't Leave Me Now» y «Crazy» que solo entraron en la lista Mainstream Rock Tracks de Billboard, donde llegaron a los puestos 31 y 10 respectivamente.
La publicación de ...Famous Last Words... fue seguida de una gira mundial, en la cual Hodgson anunció que abandonaba el grupo. Por entonces, el músico comentó que su marcha estaba motivada por el deseo de pasar más tiempo con su familia y emprender una carrera en solitaria, y que no había ningún problema personal o profesional entre él y Davies. Durante la época, Hodgson se había mudado con su familia al norte de California, donde construyó una casa y un estudio de grabación, en el cual comenzó a grabar su primer disco en solitario, Sleeping with the Enemy, que nunca fue publicado.

## Reediciones
En junio de 2002, A&M Records reeditó una versión remasterizada de ...Famous Last Words... junto al resto del catálogo musical del grupo entre 1974 y 1987.

## Lista de canciones
Todas las canciones escritas y compuestas por Rick Davies y Roger Hodgson. 
| Cara A |                               |               |          |  |
| N.º    | Título                        | Voz principal | Duración |  |
| 1.     | «Crazy»                       | Hodgson       | 4:45     |  |
| 2.     | «Put on Your Old Brown Shoes» | Davies        | 4:23     |  |
| 3.     | «It's Raining Again»          | Hodgson       | 4:26     |  |
| 4.     | «Bonnie»                      | Davies        | 5:40     |  |
| 5.     | «Know Who You Are»            | Hodgson       | 5:00     |  |

| Cara B |                      |               |          |  |
| N.º    | Título               | Voz principal | Duración |  |
| 6.     | «My Kind of Lady»    | Davies        | 5:15     |  |
| 7.     | «C'est Le Bon»       | Hodgson       | 5:33     |  |
| 8.     | «Waiting So Long»    | Davies        | 6:36     |  |
| 9.     | «Don't Leave Me Now» | Hodgson       | 6:23     |  |

## Personal
| Supertramp - Roger Hodgson: voz, guitarra y teclados - Rick Davies: voz, teclados, melódica y armónica - John Helliwell: saxofón y teclados - Bob Siebenberg: batería y percusión - Dougie Thomson: bajo Otros músicos - Clair Diament: coros en «Don't Leave Me Now» - Ann Wilson: coros en «Put On Your Old Brown Shoes» y «C'est Le Bon» - Nancy Wilson: coros en «Put On Your Old Brown Shoes» y «C'est Le Bon» | Equipo técnico - Peter Henderson: productor e ingeniero de sonido - Russel Pope: productor - Norman Hall: ingeniero asistente - Doug Sax: masterización - Mike Doud: diseño - Jules Bates: fotografía |

## Posición en listas
| País                | Lista                           | Posición |
| ------------------- | ------------------------------- | -------- |
| Alemania Occidental | West German Media Control Chart | 1        |
| Australia           | Kent Music Report               | 2        |
| Austria             | Austrian Albums Chart           | 4        |
| Canadá              | RPM Albums Chart                | 1        |
| Estados Unidos      | Billboard 200                   | 5        |
| Francia             | French SNEP Albums Chart        | 1        |
| Italia              | Italian Albums Chart            | 5        |
| Noruega             | VG-lista Albums Chart           | 2        |
| Nueva Zelanda       | New Zealand Albums Chart        | 5        |
| Países Bajos        | Dutch Albums Chart              | 1        |
| Reino Unido         | UK Albums Chart                 | 6        |
| Suecia              | Swedish Albums Chart            | 5        |
| Suiza               | Swiss Albums Chart              | 1        |

| Sencillo             | País                | Lista                           | Posición |
| -------------------- | ------------------- | ------------------------------- | -------- |
| «It's Raining Again» | Alemania Occidental | West German Media Control Chart | 3        |
| «It's Raining Again» | Australia           | Kent Music Report               | 11       |
| «It's Raining Again» | Canadá              | RPM Singles Chart               | 4        |
| «It's Raining Again» | Estados Unidos      | Billboard Hot 100               | 11       |
| «It's Raining Again» | Estados Unidos      | Mainstream Rock Tracks          | 7        |
| «It's Raining Again» | Países Bajos        | Dutch Top 40                    | 6        |
| «It's Raining Again» | Reino Unido         | UK Singles Chart                | 26       |
| «Don't Leave Me Now» | Estados Unidos      | Mainstream Rock Tracks          | 32       |
| «Crazy»              | Estados Unidos      | Mainstream Rock Tracks          | 10       |
| «My Kind of Lady»    | Estados Unidos      | Billboard Hot 100               | 31       |

## Certificaciones
| País           | Organismo certificador | Certificación | Ventas certificadas | Ref.   |
| -------------- | ---------------------- | ------------- | ------------------- | ------ |
| Estados Unidos | RIAA                   | Oro           | 500 000             | [ 4 ]  |
| Francia        | SNEP                   | Platino       | 500 000             | [ 24 ] |
| Canadá         | CRIA                   | Platino       | 100 000             | [ 25 ] |
| Alemania       | BVMI                   | Platino       | 500 000             | [ 26 ] |
| Reino Unido    | BPI                    | Oro           | 100 000             | [ 6 ]  |